# Папа Бенедикт I
Папа Бенедикт I (лат. Benedictus; 30. јул 579.) је био 62 папа од 2. јуна 575. до 30. јула 579.